# Kitahiroshima, Hokkaidō
Kitahiroshima (北広島市 Kitahiroshima-shi) là thành phố thuộc phó tỉnh Ishikari, Hokkaidō, Nhật Bản. Tính đến ngày 1 tháng 10 năm 2020, dân số ước tính thành phố là 58.171 người và mật độ dân số là 490 người/km2. Tổng diện tích thành phố là 119 km2.